# Калідин

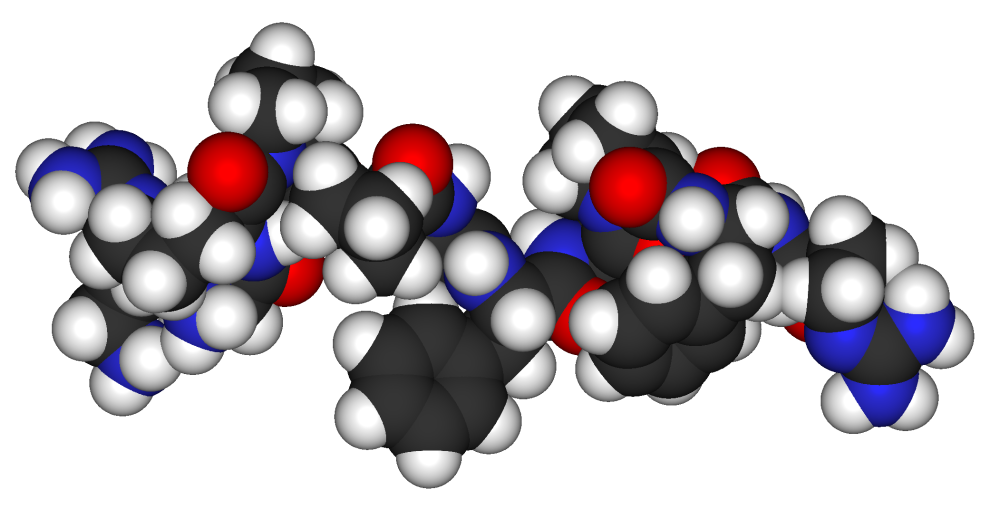
3D модель

Калідин (КД) — декапептид, його ще називають — лізил-брадикінін (Lys-БК), вивільняється з НМКШаблон:Низькомолекулярний кініноген за впливу на нього тканинного калікреїну. Він діє переважно аутокринно чи паракринно на В1 і В2 рецептори. Підвищує проникність судин, чим спричиняє такий прояв запалення як набряк.